# Ambroise Dubois
Pour les articles homonymes, voir Dubois.
Ambroise Dubois, né à Anvers vers 1570, mort à Fontainebleau le 14 janvier 1619 est un peintre français d'origine flamande, de la seconde école de Fontainebleau.

## Biographie
La vie d'Ambroise Dubois est assez mal connue. Concernant sa naissance, la seule certitude est le lieu : Anvers. Sans aucun justificatif documentaire, sa date de naissance a traditionnellement été renseignée à 1542 ou 1543. Wirth qui n'a - malgré l'étendue de ses recherches - pu trouver de documents certains à Anvers, propose de la situer désormais vers 1570.
La date de son arrivée à Paris est incertaine. Pour Félis, Dubois a exercé à ses débuts comme portraitiste. Il est cité en 1595 comme « peintre du roi » et reçoit plusieurs commandes pour la décoration des intérieurs du château de Fontainebleau, où il restera longtemps et fera la majorité de sa carrière. Veuf de la fille du peintre Maugras, il épouse en 1601 Françoise de Hoey, fille de son collaborateur Jean de Hoey. La même année, il est naturalisé français et anobli. Veuve, Françoise de Hoey épousera par la suite le peintre Martin Fréminet. Dubois devient peintre de Marie de Médicis en 1606.
Si ses œuvres sont majoritairement des tableaux à visées décoratives pour le château de Fontainebleau (murs et plafond du salon ovale décoré de scènes des Amours de Théagène et Chariclée, décors de la galerie de Diane, dont seuls quelques fragments nous sont parvenus, décors du cabinet de la reine avec 23 scènes de l'histoire de Tancrède et Clorinde, tirée de La Jérusalem délivrée du Tasse, et qu'il aurait exécuté avec la participation de Honnet, Dumée, et Bunel selon Sauval et Félibien), on peut aussi noter quelques tableaux remarquables, dont une La toilette de Psyché, Flore ou Allégorie de l'été, Allégorie de la peinture et de la sculpture, Allégorie du mariage d'Henri IV et de Marie de Médicis (château de Fontainebleau), un Portrait de Marie de Médicis en Minerve (Château de Fontainebleau), un Portrait de Gabrielle d'Estrées en Diane (château de Chenonceau) qui serait en réalité une copie d'après son œuvre. On lui attribue également un ensemble remarquable de dessins (conservés au Pierpont Morgan Library de New York, au musée du Louvre, au musée des beaux-arts de Rouen, et à l'Albertina museum de Vienne).
On sait également peu de choses sur son fils Jean Dubois le Vieux (23 février 1604 à Fontainebleau? - 1676 à Fontainebleau?), si ce n'est qu'il est l'auteur du tableau du maître-autel de la chapelle de la Trinité du château de Fontainebleau, La Sainte Trinité au moment de la déposition de croix, daté en 1642, auquel est associé un dessin, qui est le seul dessin connu de l'artiste, La Madeleine éplorée (Louvre). Il a également réalisé La Félicité, dit autrefois Portrait de la reine Anne d'Autriche (1642, Paris, Musée du Louvre). Il est nommé valet de chambre du roi, et épouse le 13 avril 1643 Marie Oultrebon, dont il a plusieurs fils : Jean Dubois dit ''Le Jeune'' (1645 - 1694) et Louis Dubois (1646 - 1702).

## Œuvres

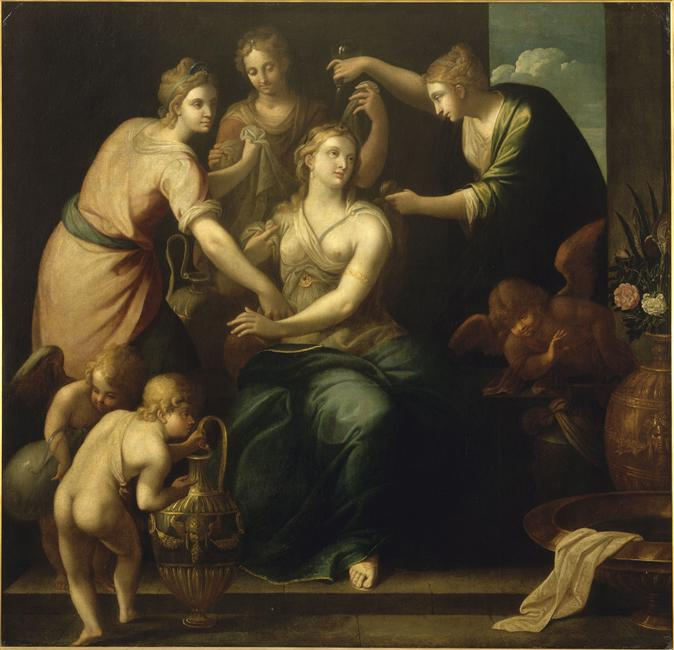
La toilette de Psyché, Fontainebleau, musée national du château

Les index sont ceux du catalogue raisonné de l'œuvre établi par Wirth.
Peintures conservées au château de Fontainebleau
Les murs et voûtes de La Galerie de la Reine, dite de Diane (vers 1600-1605), détruite... La galerie de Diane mesurait 84,50 mètres de long sur 10 de large - de sa décoration complète il n'en reste aujourd'hui que quelques fragments, présentés galerie des Assiettes
- La Chute de Phaëton (fragment : inv. 4174) (P37)
- De Jeunes garçons dansent autour du chiffre d'Henri IV que des amours couronnent (inv. 4180) (P41)
- Jupiter lançant la foudre (inv. 4173) (P42)
- L'Apothéose d'Henri IV (fragments : inv. 4166, 4173, 4176, 4177) (P43)
- Neptune se repose sur un dauphin (inv. 4167) (P44)
- Flore accompagnée des Grâces (inv. 4171) (P46)
- Junon et Vénus s'entretiennent pendant que les Grâces et les amours font un concert (fragments : inv. 4164, 4165, 4168, 4172, 4181, 4182 et 4183) (P47)
- La France sous la figure d'une femme est couronnée par des amours (fragments : inv. 4178, 4182 et 4183) (P48)
- Hercule est reçu au nombre des dieux (fragment : inv. 4179) (P49)

Le Cycle de Tancrède et Clorinde (1601-1606) huit tableaux peints d'après La Jérusalem délivrée du Tasse, pour le cabinet de la Reine (actuel Salon Blanc) du château de Fontainebleau
1. La Naissance de Clorinde (loc. actuelle inconnue) (P69)
2. Le combat de Tancrède et Clorinde,  (inv. F1980-4) (P70)
3. Tancrède et Clorinde à la fontaine (inv. F1980-3) (P71)
4. Tancrède devant les murs de Jérusalem (inv. 4160) (P72)
5. L'assaut de Jérusalem (inv. F 3232C) (P73)
6. Clorinde devant Aladin (inv. 4159) (P74)
7. Clorinde incendie la tour, localisation actuelle inconnue (P75)
8. Le baptême de Clorinde (inv. 4161) (P76)

Le plafond du cabinet de la reine était orné de six tableaux sur bois d'Ambroise Dubois - seul subsiste : 
- Allégorie du dauphin, futur Louis XIII (inv. 4162) (P77)

Le Cycle de Théagène et Chariclée (15 œuvres, vers 1509-1510) d'après les Éthiopiques d'Héliodore d'Émèse, commande de Henri IV, pour la chambre ovale (dite ensuite cabinet du Roi) du château de Fontainebleau : 
1. Le cortège des Thessaliens et de Chariclée (inv. 4144) (P83)

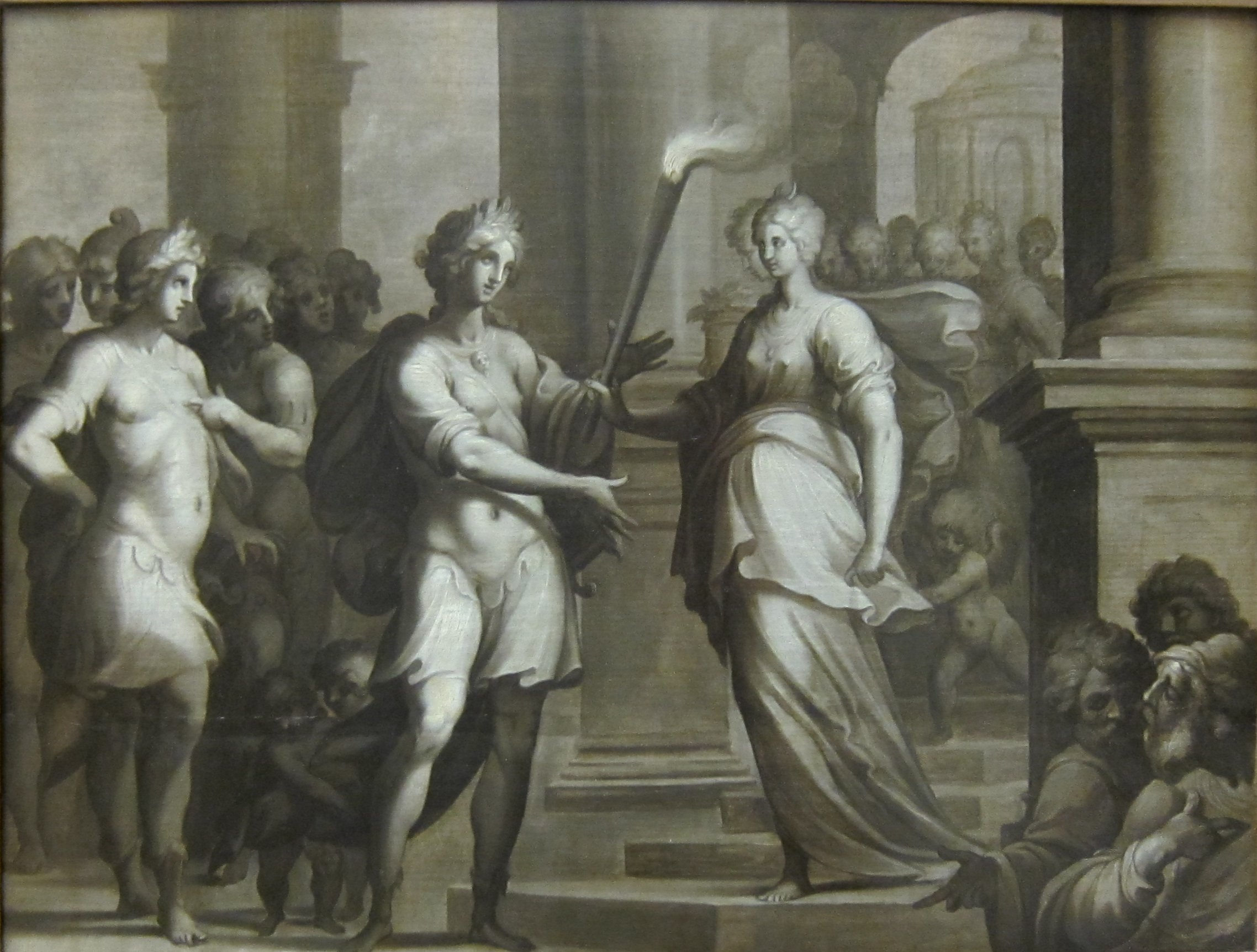
Ambroise Dubois : Théagène reçoit le flambeau des mains de Chariclée

2. Théagène reçoit le flambeau des mains de Chariclée, 162 × 240 cm (inv. 4158) (P84)
3. Le Sacrifice des Thessaliens sur le tombeau de Néoptolème (inv. 4145) (P85)
4. Le songe de Calasiris (inv. 4147) (P86)
5. Le médecin Acestinus visite Chariclée (inv. 4146) (P87)
6. Entrevue de Chariclée et Calasiris (inv. 4148) (P88)
7. L'Enlèvement de Chariclée par Théagène (inv. 4149) (P89)
8. Le Serment de Théagène (inv. 4150) (P90)
9. L'Embarquement de Théagène, Chariclée et Calasiris pour retourner en Égypte (inv. 4151) (P91)
10. Chariclée enlevée par Trachin (inv. F 1980-2) (P92)
11. Chariclée et Théagène blessé sont épiés par des voleurs (inv. 4152) (P93)
12. Théagène soigné par Chariclée (inv. 4153) (P94)
13. Théagène et Chariclée prisonniers des brigands dans l'îles de Patres (inv. 4154) (P95)
14. Le désespoir de Théagène (inv. 4155) (P96)
15. Théagène retrouve Chariclée dans la caverne de l'île des Pâtres (inv. 4156) (P97)

Chapelle haute de Saint-Saturnin
- La Résurrection, huile sur toile, 281 × 292 cm (fragment : inv. 30392), commandé en 1612 par Marie de Médicis

Les décors du Louvre
Autres :
- Gabrielle d'Estrées en Diane chasseresse (1595-99), localisation inconnue : pour Wirth l'original (P1) situé sur la cheminée de la première chambre du deuxième étage, au Pavillon des Poêles, a disparu, et les versions de Chenonceaux et Fontainebleau des copies :
  - Huile sur toile, 179 × 158 cm, Chenonceau, Château (PC1)
  - Huile sur toile, 139 × 100 cm, Fontainebleau, Musée national du Château, inv. F 2000.2 (PC2)
- Flore (vers 1600), huile sur toile, 187 × 127 cm, Fontainebleau, Cour des Princes, inv. F 2001.1 (P68)
- Allégorie du mariage de Henri IV et de Marie de Médicis, huile sur toile, 148 × 159 cm (inv. F 1986-1) (P3)
- Allégorie de la peinture et de la sculpture, huile sur toile, 169 × 133 cm (inv. F 3361 C) (P113), peint pour la cheminée de la Volière au bout de la galerie de Diane
- La toilette de Psyché (d'après Ambroise Dubois), 178 × 184 cm, Fontainebleau (inv. F.3243c)
- Henri IV en mars pacificateur (vers 1610), Pau, Musée national du château (inv. P.81-20-1)
- Henri IV en Hercule terrassant l'hydre de Lerne, Paris, Musée du Louvre (inv. R.F. 1997-13)

Œuvres sur papier
- Théagène reçoit le flambeau des mains de Chariclée, grisaille, Paris, musée du Louvre
- Embarquement de Chariclée, dessin, Paris, Bibliothèque nationale de France (réserve B. 15) (D8)
- Daphnis et Chloé sacrifiant le bouc à Pan, Paris, Musée du Louvre, département des Arts graphiques (inv. 33571) (D16)
- Daphnis et Chloé épiés par Lycoenion, Bayonne, musée Bonnat-Helleu (inv. RF 50 914) (D17)
- Le berger Dryas découvre Chloé dans la grotte des nymphes, Hanovre, Landesmuseum (inv. PHz 629) (D18)
- L'Église militante et triomphante, dessin, Paris, musée du Louvre
- Toilette de Psyché, sanguine, New-York, The Morgan Library (inv. I, 50) (D20) [6],[7]